# Riesi

Ubicació de Riesi dins de la província

Riesi (sicilià Riesi) és un municipi italià, dins de la província de Caltanissetta. L'any 2008 tenia 11.678 habitants. Limita amb els municipis de Barrafranca (EN), Butera, Mazzarino, Pietraperzia (EN), Ravanusa (AG) i Sommatino.

## Administració
| Període | Identitat         | Partit               |
| ------- | ----------------- | -------------------- |
| 2007-   | Salvatore Buttigè | UDCC - Llista cívica |

## Galeria d'imatges

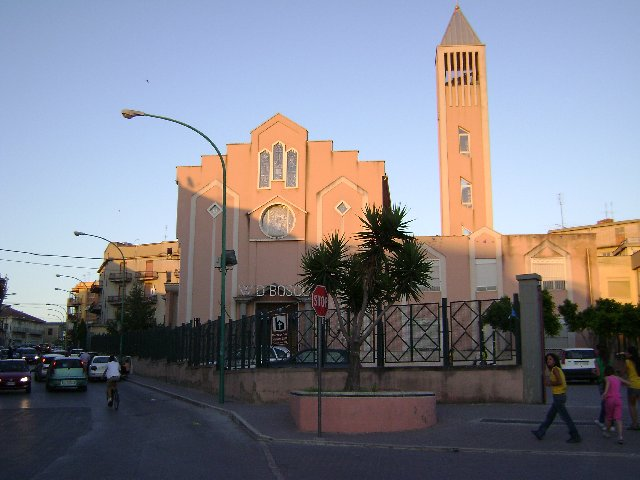
Església Don Bosco
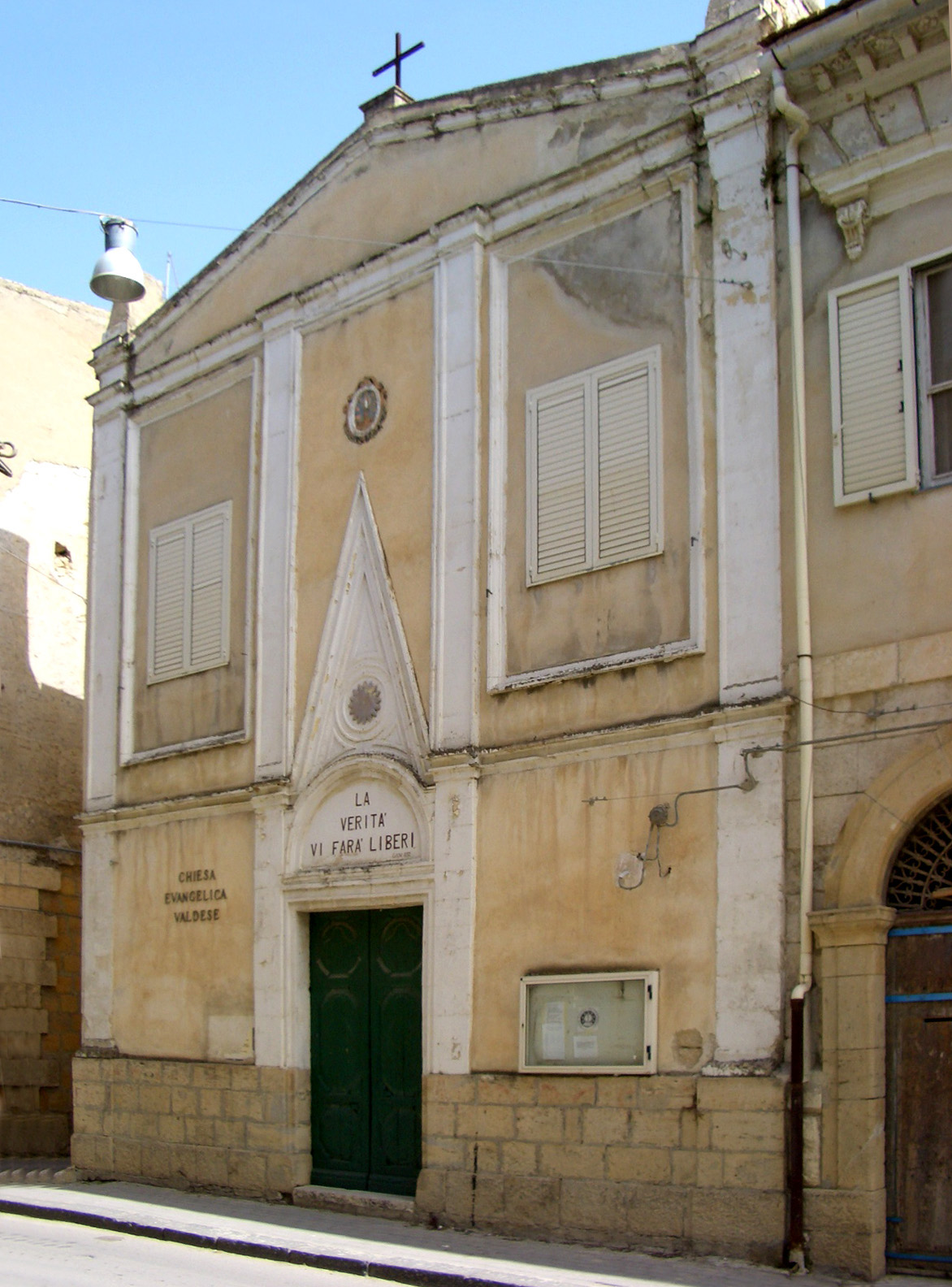
Església valdesa de Riesi
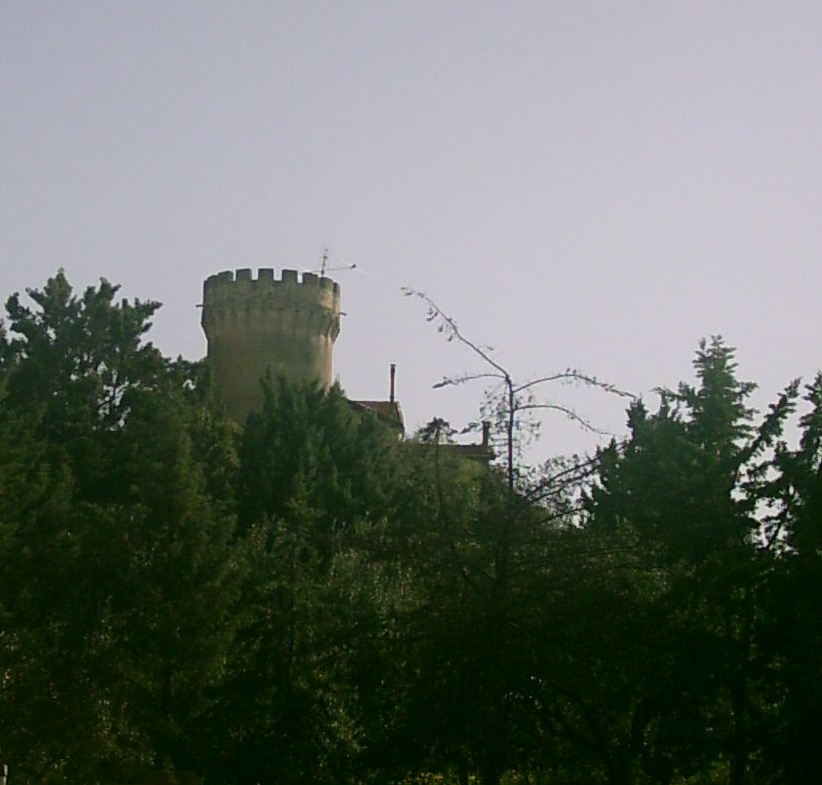
Antiga torre de Riesi